# محمد أرمومن
محمد أرمومن لاعب كرة قدم مغربي ولد في 7 شتنبر 1978 بالدارالبيضاء، يشغل مركز مهاجم بنادي شباب المسيرة.
نشأ محمد أرمومن في بفريق الرجاء البيضاوي لينتقل بعدها ل الجيش الملكي سنة 2000 الذي لعب له موسمين وقدم مستوى جيد ليعرج إلى الدوري الإماراتي صوب لنادي العربي سنة 2002 ليعود بعد سنة إلى نادي الجيش الملكي بالدوري المغربي الذي لعب له ثلالث مواسم وفاز معه بكأس العرش مرتين و2003 و2004 على حساب الوداد البيضاوي وفاز معه لقب الدوري المغربي لكرة القدم 2004-2005 والذي ساهم في الفوز به بشكل كبير بعدما سجل هدفين حاسمين في مباراة السد التاريخية بالدار البيضاء التي جمعت بين الجيش الملكي والرجاء البيضاوي هذا الاخير الذي كان يحتاج نقطة واحدة فقط للفوز بالدوري لكن الجيش الملكي كان الأقوى فانتزع درع الدوري وفاز به للمرة 11 وتحصل له ذلك بعد هدفي اللاعب أرمومن وبذلك انتزع ارمومن أيضا لقب هداف الدوري في تلك السنة ب 12 هدفا ليتفوق على لاعب الرجاء هشام ابوشروان بفارق هدف.
وبعدها إنتقل لنادي الكويت لموسمين وفاز معه بالدوري الكويتي 2006 لينتقل سنة 2007 إلى نادي لوكرين الفرنسي لموسم واحد ليعود إلى ناديه الرجاء البيضاوي الذي فاز معه بلقب الدوري المغربي لكرة القدم 2008-2009 ليعرج إلى الغريم الوداد البيضاوي الذي لم يكمل معه الموسم ليعود لنادي الجيش الملكي لموسم واحد لينتقل إلى وداد فاس لموسم أيضا وبعدها سنة 2011 إلى شباب المسيرة لموسم ليعود إلى نادي الجيش الملكي والذي كان قريبا من الفوز معه بالدوري المغربي لكرة القدم 2012-2013 بعد احتلاله المركز الثاني هذه النسخة التي عرفت تنافسا كبيرا بين اندية الدوري لانها تخول لهم المشاركة بكأس العالم للأندية.

## مسيرته الكروية
- ---- - 2000 : الرجاء البيضاوي
- 2000 - 2002 : الجيش الملكي
- 2002 - 2003 : النادي العربي
- 2003 - 2005 : الجيش الملكي
- 2005 - 2007 : نادي الكويت
- 2007 - 2008 : نادي لوكرين
- 2008 - 2009 : الرجاء البيضاوي
- 2009 - 2009 : الوداد البيضاوي
- 2009 - 2010 : الجيش الملكي
- 2010 - 2011 : وداد فاس
- 2011 - : شباب المسيرة

## ألقاب وإنجازات
- لقب دوري أبطال أفريقيا سنة 1999 مع الرجاء البيضاوي.
- لقب الدوري المغربي 2004-2005 مع الجيش الملكي.
- هداف الدوري المغربي موسم 2004-2005 مع الجيش الملكي.
- لقب الدوري الكويتي مع نادي الكويت
- لقب الدوري المغربي 2009 مع الرجاء البيضاوي